# مقاطعة هولمز (فلوريدا)
مقاطعة هولمز هي مقاطعة في فلوريدا، بلغ عدد سكانها 19٬927  نسمة، في 2010، عاصمتها بونيفاي، فلوريدا، تبلغ مساحتها 1٬266 كيلومتر مربع.

## الموقع
تشترك في الحدود مع:
- مقاطعة جنيف
- مقاطعة واشنطن، فلوريدا.

## التقسيمات الإدارية
- بونيفاي، فلوريدا.